# Nyamirenda
Nyamirenda är ett periodiskt vattendrag i Burundi.   Det ligger i provinsen Bubanza, i den nordvästra delen av landet, 23 km nordost om huvudstaden Bujumbura.
I omgivningarna runt Nyamirenda växer i huvudsak städsegrön lövskog. Runt Nyamirenda är det tätbefolkat, med 308 invånare per kvadratkilometer.